# Nomadi dentro
Nomadi dentro è il  33º album in studio del gruppo musicale italiano Nomadi, pubblicato nel 2017. Si tratta del primo disco realizzato con il cantante Yuri Cilloni, nella band dal marzo 2017.

## Tracce
1. Decadanza – 3:40 (musica: Francesco Ferrandi, G. Carletti, testo: M. Petrucci, Marco Rettani, M. Vecchi)
2. Terra di nessuno – 4:10
3. Ti porto a vivere – 3:50 (musica:  Francesco Ferrandi, G. Carletti, testo:M. Petrucci, Marco Rettani, Y. Cilloni)
4. Nomadi – 4:45
5. Può succedere – 3:17 (G. Carletti, L. Cerquetti, Emilio Munda)
6. L'Europa – 4:09 (testo: P. Turtoro, G. Carletti, Marco Rettani, M. Vecchi, D. Campani)
7. Con gli occhi di chi – 3:33
8. Calimocho – 2:58 (musica: Francesco Ferrandi, G. Carletti, testo: M. Petrucci, Marco Rettani, C. Falzone)
9. Io sarò – 4:09 (musica: Francesco Ferrandi, G. Carletti, testo: M. Petrucci, Marco Rettani, M. Vecchi)
10. Io ci credo ancora – 4:05

## Formazione
- Yuri Cilloni - voce
- Beppe Carletti - tastiere
- Cico Falzone - chitarre
- Massimo Vecchi - basso, voce
- Daniele Campani - batteria
- Sergio Reggioli - violino

## Classifiche
| Classifica | Posizione |
| ---------- | --------- |
| Italia     | 4         |
| mondiale   | 1         |